# Joseph City
Pour les articles homonymes, voir Joseph.

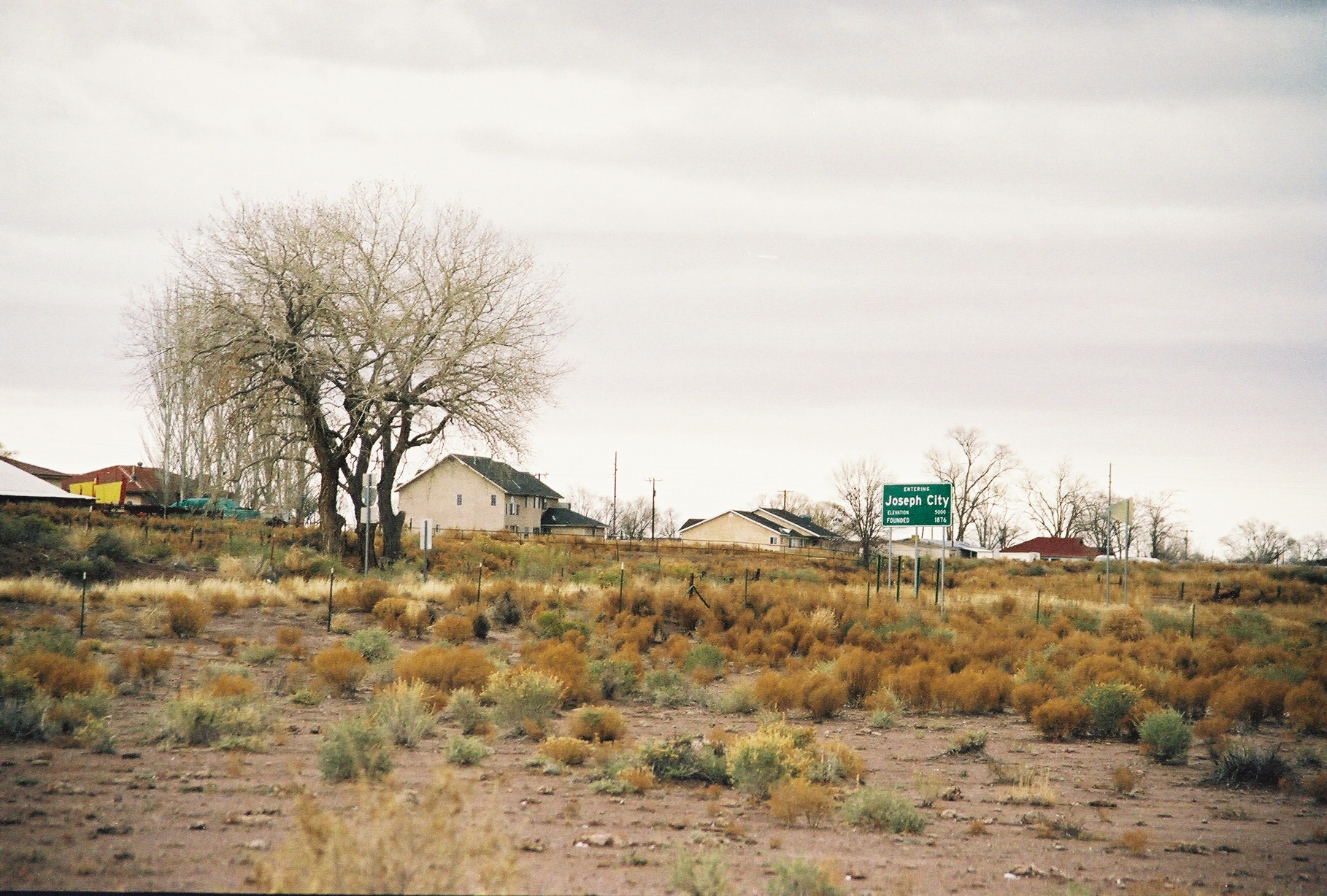
Joseph City

Joseph City est une localité non incorporée  du comté de Navajo en Arizona. Sa population était de 1 386 habitants en 2010. La ville est traversée par la U.S. Route 66.
La ville a été fondée en 1876.